# Az Agymenők szereplőinek listája
Ezen az oldalon az Agymenők című amerikai sit-com sorozat  szereplőinek listája található.
A sorozat a hét főszereplő, Leonard, Sheldon, Penny, Howard, Raj, Bernadette és Amy életét követi nyomon, akik Amerikában, a Los Angeles-i Pasadénában élik életüket.
A sorozat írói Chuck Lorre és Bill Prady, rendezője (pár rész kivételével) Mark Cendrowski.

Az Agymenők c. sit-com logója

## Főszereplők
| Szereplő                | Színész        | Szinkron                                                  | Szereplés  | Karakterleírás |
| ----------------------- | -------------- | --------------------------------------------------------- | ---------- | --- |
| Leonard Hofstadter      | Johnny Galecki | Csőre Gábor                                               | 1-12. évad | Fizikus a Caltech-en. Sheldon legjobb barátja és lakótársa. Pennyvel többször is összejött majd szakított, de végül a hetedik évad fináléjában megkéri a kezét. Erős szeretethiánya van a gyermekkora miatt.                                                                   |
| Sheldon Cooper          | Jim Parsons    | Szabó Máté                                                | 1-12. évad | Egy rendmániás, emberi érzelmeket nehezen kifejező ember. Amyvel nehezen induló kapcsolata hét év után viszont házasságba torkollik. Nagyra tartja magát, viszont lekicsinyli a mérnököket, geológusokat és mindenféle területet, ami nem elméleti fizika.                     |
| Penny                   | Kaley Cuoco    | Mezei Kitty                                               | 1-12. évad | Egy sima, átlagos lány, aki Nebraskából jött, hogy színésznő legyen, de ez nem megy neki túl jól. Hét évig pincérnőként dolgozik, majd orvoslátogató lesz. Az utolsó rész egyik fő aspektusa, hogy terhes lett.                                                                |
| Howard Wolowitz         | Simon Helberg  | Karácsonyi Zoltán                                         | 1-12. évad | A tipikus kocka-mamakedvence típus. Mérnök (Sheldon ezért szívből megveti). Allergiás a mogyoróra. Az első évadokban nagyon ráhajtott minden nőre, de a harmadik évadban megismeri Bernadettet, majd az ötödik évadban összeházasodnak. Édesanyja a nyolcadik évadban elhunyt. |
| Rajesh Koothrappali     | Kunal Nayyar   | Pálmai Szabolcs                                           | 1-12. évad | Indiából költözött Amerikába. Asztrofizikus. A hatodik évadig nem is tudott nőkkel beszélni. A tizenkettedik évadban megkéri apját, hogy szerezzen neki egy feleséget, így ismerkedik meg Anuval. De végül csak járni kezdenek, nem házasodnak össze.                          |
| Amy Farrah Fowler       | Mayim Bialik   | Simon Dóra (3. évad, 23. rész) Szabó Zselyke (4. évadtól) | 3-12. évad | Agykutató, Sheldon barátnője (később felesége). Az első egy-két évadban még eléggé robotikusan viselkedett, majd később ismerte meg az emberi érzelmek valódi oldalát is. Sheldon és ő közös Nobel-díjat nyertek.                                                              |
| Bernadette Rostenkowski | Melissa Rauch  | Dögei Éva                                                 | 3-12. évad | Egy gyógyszergyártó cégnél dolgozik, ahol később Penny is dolgozni fog. Rendkívül alacsony, és irritálóan vékony hangja van. Howarddal két közös gyermekük született, Haley és Michael.                                                                                        |

## Főbb mellékszereplők
| Szereplő               | Színész            | Szinkron | Karakterleírás                                                                                            |
| ---------------------- | ------------------ | --- | --- |
| Stuart Bloom           | Kevin Sussman      | Stern Dániel (2-9. évad) Kisfalusi Lehel (10. évadtól) | Van egy saját képregényboltja. Egy ideig Howardéknál lakott, majd összejött a munkatársával, Denise-szel. |
| Mrs. "Debbie" Wolowitz | Carol Ann Susi (†) | Némedi Mari Grúber Zita (11. évad, 9. rész) | Howard anyja, sosem láttuk a képernyőn. A 8. évadban elhunyt.                                             |
| Barry Kripke           | John Ross Bowie    | Fekete Zoltán Moser Károly (6. évad) | Sheldon vetélytársa, a Caltechen dolgozik. Raccsolva beszél.                                              |
| Emily Sweeney          | Laura Spencer      | Kelemen Kata | Raj barátnője a 7-8-9. évadokban. Bőrgyógyász.                                                            |
| Bert Kibbler           | Brian Posehn       | Bolla Róbert (6-7. évad) Albert Péter (10. évadtól) | Geológus a Caltechen.                                                                                     |
| Mary Cooper            | Laurie Metcalf     | Menszátor Magdolna Zsurzs Kati (7. évad, 11. rész) | Sheldon anyja. Jóságos és szeretetreméltó.                                                                |
| Beverly Hofstadter     | Christine Baranski | Kovács Nóra Molnár Zsuzsa (7. évad) | Leonard anyja. Hideg és konok természetű.                                                                 |
| Priya Koothrappali     | Aarti Mann         | Roatis Andrea | Leonard barátnője a 4. évadban. Raj húga.                                                                 |
| Leslie Winkle          | Sara Gilbert       | Fésűs Bea (1-3. évad) Martin Adél (9. évad) | Sheldon ellenlábasa, és egy ideig Leonard „barátnője”, az első éveadokban szerepelt.                      |
| Lucy                   | Kate Miccuci       | Bogdányi Titanilla | Raj barátnője a 6. évadban. Zárkózott és különböző fóbiái vannak.                                         |
| Zack Johnson           | Brian Thomas Smith | Haagen Imre (3-4. évad/10. évad) Zöld Csaba (7. évad, 2. rész/11. évad, 9. rész) Magyar Bálint (12. évad)                                                                                                | Egy elég hülye srác, aki randizgatott Pennyvel. Apja cégét eladva milliomos lett.                         |
| Arthur Jeffries        | Bob Newhart        | Forgács Gábor | Egy fizikai műsort vezetett gyerekeknek, Leonard és Sheldon gyerekkori példaképe.                         |
| Dr. Koothrappali       | Brian George       | Rudas István Kajtár Róbert (3. évad, 7. rész) Csuha Lajos Borbiczki Ferenc (8. évad, 11. rész) Papp János (8. évad, 22. rész) Pálfai Péter (10. évad) Barbinek Péter (11. évad) Forgács Gábor (12. évad) | Raj apja, dúsgazdag nőgyógyász.                                                                           |
| Mrs. Koothrappali      | Alice Amter        | Kocsis Mariann | Raj anyja.                                                                                                |

## Mellékszereplők
| Szereplő                 | Színész                                                     | Szinkron                                                                                | Karakterleírás                                                                                              |
| ------------------------ | ----------------------------------------------------------- | --------------------------------------------------------------------------------------- | --- |
| Claire                   | Allesandra Torresani                                        | Nemes Takách Kata                                                                       | Raj párszor randizott vele                                                                                  |
| Eric Gablehauser         | Mark Harelik                                                | Jantyik Csaba                                                                           | Sheldonék főnöke az 1-2. évadokban                                                                          |
| Siebert dékán            | Joshua Malina                                               | Juhász György (4-5. évad) Albert Gábor (11-12. évad)                                    | Sheldonék főnöke az egyetemen a 3-12. évadokban                                                             |
| Janine Davis             | Regina Kind                                                 | Szórádi Erika                                                                           | Az egyetem vezetője.                                                                                        |
| Wyatt                    | Keith Carradine                                             | Rosta Sándor                                                                            | Penny apja.                                                                                                 |
| Mike Rostenkowkski       | Casey Sander                                                | Bartók László (5. évad) Mihályi Győző (6. évadtól)                                      | Bernadette apja.                                                                                            |
| Mrs Fowler               | Annie O'Donnel (4. évad, 5. rész) Kathy Bates (11. évadtól) | Bókai Mária                                                                             | Amy anyja, aki mániákusan félti a lányát, még a házasságtól is ellökte volna Amyt, ha Penny nem beszéli le. |
| Larry Fowler             | Raymond Joseph Teller                                       | N/A                                                                                     | Amy apja, papucsférj.                                                                                       |
| Denise                   | Lauren Lapkus                                               | Czető Zsanett                                                                           | Stuart barátnője a 12.évadban.                                                                              |
| Stephanie Barnette       | Sara Rue                                                    | Braun Rita                                                                              | Leonard barátnője a 2. évadban                                                                              |
| Missy Cooper             | Courtney Henggeler                                          | Nyírő Eszter (1. évad) Bertalan Ágnes (7. évad, 11. rész) Kisfalvi Krisztina (11. évad) | Sheldon ikerhúga.                                                                                           |
| Georgie Cooper           | Jerry O'Connell                                             | Makranczi Zalán                                                                         | Sheldon bátyja.                                                                                             |
| Richard Williams ezredes | Dean Norris                                                 | Barbinek Péter                                                                          | Katonai tiszt, aki megbízza Leonardöt, Sheldont és Howardot az örökké fennmaradó giroszkóp megépítésével.   |
| Althea (kórházi nővér)   | Vernée Watson                                               | Grúber Zita Bessenyei Emma (1. évad, 16. rész)                                          | Visszatérő szereplő, mindig a kórházban látjuk                                                              |
| Dimitri Rezinov          | Pasha Lychnikoff                                            | Koncz István (5. évad) Gubányi György István (6. évad)                                  | Howard űrhajóstársa.                                                                                        |
| Alex Jensen              | Margo Harshman                                              | Sipos Eszter Anna                                                                       | Sheldon titkárnője a 6. évadban.                                                                            |
| Anu                      | Rati Gupta                                                  | Nádasi Veronika                                                                         | Raj intézett felesége, majd barátnője.                                                                      |
| Dave Gibbs               | Stephen Merchant                                            | Harcsik Róbert                                                                          | Amy randizgatott vele a 9. évadban.                                                                         |
| Ramona Nowitzki          | Riki Lindhome                                               | Szabó Zselyke (2. évad, 6. rész) Wessely-Simonyi Réka (10. évadtól)                     | Sheldonra akaszkodó doktorandusz.                                                                           |
| Dale                     | Josh Brener                                                 | Joó Gábor (5. évad) Baráth István (6. évad)                                             | Furcsa srác, Stuart ismerőse.                                                                               |
| Kurt                     | Brian Patrick Wade                                          | Fellegi Lénárd (1. évad, 1. rész) Megyeri János                                         | Penny volt fiúja.                                                                                           |
| Emily (néma)             | Katie Leclerc                                               | (nem beszél)                                                                            | Rajjal randizott, de kihasználta.                                                                           |
| Dr Campbell              | Kal Penn                                                    | Maday Gábor                                                                             | Egy tudós, aki ellopta Sheldonék ötletét, a szuper-aszimmetriát.                                            |
| Dr Pemberton             | Sean Astin                                                  | Makray Gábor                                                                            | Dr. Campbell társa.                                                                                         |

## Epizódszereplők
| Szereplő               | Színész                      | Szinkron               | Karakterleírás                                                                       |
| ---------------------- | ---------------------------- | ---------------------- | ------------------------------------------------------------------------------------ |
| Mackó Kapitány         | Ian Scott Rudolph            | Kapácsy Miklós         | A képregényboltban dekkoló kocka.                                                    |
| Ruchi                  | Swati Kapila                 | Jordán Adél            | Bernadette munkatársa, Rajnak bejött.                                                |
| Dr. Alfred Hofstadter  | Judd Hirsch                  | Székhelyi József       | Leonard apja.                                                                        |
| Chen                   | James Hong                   | Katona Zoltán          | A kínai étterem pincére.                                                             |
| Cheryl                 | Erin Allyn O'Reilly          | N/A                    | Penny munkatársa az étteremben.                                                      |
| Dan                    | Stephen Root                 | Faragó András          | Bernadette és Penny főnöke a gyógyszergyártóban.                                     |
| Mrs. Petrescu          | Michelle Arthur              | Kocsis Mariann         | A házban lakó hölgy.                                                                 |
| Alicia                 | Valerie Azlynn               | Solecki Janka          | Leonardék fölé költözött. (2x19)                                                     |
| Jimmy Speckerman       | Lance Barber                 | Elek Ferenc            | Leonard régi osztálytársa. (5x11)                                                    |
| Hernandez járőr        | David Barrera                | Kapácsy Miklós         | Rendőr, aki Sheldon ügyét vizsgálta. (8x1)                                           |
| Josh Wolowitz          | Matt Bennett                 | Szalay Csongor         | Howard féltestvére. (8x20)                                                           |
| Lalita Gupta           | Sarayu Blue                  | Sági Tímea             | Raj randizott vele. (1x8)                                                            |
| Sarah & Bethany        | Sarah Buehler & Molly Morgan | Bogdányi Titanilla & ? | Két darkos csaj, akivel Howard és Raj találkozott (3x3)                              |
| Christy Vanderbelt     | Brooke D'Orsay               | Szabó Zselyke          | Omaha ribanca (ahogy Sheldon hívta) (1x7)                                            |
| Page ügynök            | Eliza Dushku                 | Törtei Tünde           | C.I.A. különleges ügynök (4x7)                                                       |
| Alice                  | Courtney Ford                | Vadász Bea             | Leonard randizott vele, ő és Priya miatta szakítanak. (5x7)                          |
| Dr. Elizabeth Plimpton | Judy Greer                   | Major Melinda          | Sheldon egy levelezőpartnere, akiről kiderül, hogy egy szajha (3x21)                 |
| Dennis Kim             | Austin Lee                   | Baráth István          | Egy rettentően tudálékos 15 éves fiú. (1x12)                                         |
| Theodore               | Christopher Lloyd            | Forgács Gábor          | Hajléktalan bácsi, akit Sheldon költöztet be a lakásba. (10x10)                      |
| Jeanie Wolowitz        | Kara Luiz                    | Lamboni Anna           | Howard unokatestvére, Stuart partnere a bálban. (8x8)                                |
| Venkatesh Koothrappali | Frank Maharajh               | Vári Attila            | Raj ügyvéd unoaktestvére.                                                            |
| Randall                | Jack McBrayer                | Joó Gábor              | Penny drogdíler bátyja.                                                              |
| Issabella              | Maria-Canals Barrerra        | Zakariás Éva           | Raj takarítónője, akivel randizott. (10x8)                                           |
| Doug                   | Joel Murray                  | Csuha Lajos            | Csapos a cowboy-bárban. (10x20)                                                      |
| Toby                   | DJ Qualls                    | Joó Gábor              | Eljátszotta Sheldon drogfüggő unokatestvérét (1x10)                                  |
| Kenny                  | Michael Rapaport             | Megyeri János          | Héliumot ad el Leonardnek és Sheldonnak. (9x6)                                       |
| Susan                  | Katey Sagal                  | Vándor Éva             | Penny anyja. (10x1)                                                                  |
| Dr. Oliver Lorvis      | Billy Bob Thorton            | Sörös Sándor           | Orvos, akinek kocka-gyűjteménye van a pincéjében (8x7)                               |
| Dr. David Underhill    | Michael Trucco               | Juhász Zoltán          | Menő fizikus, Pennynek udvarolt (2x11)                                               |
| Mrs. Latham            | Jessica Walter               | Szabó Éva              | Egy adományozó hölgy, akinek Leonard feláldozta magát (4x15)                         |
| Mandy Chow             | Melissa Tang                 | Roatis Andrea          | A lány, akivel Leonard megcsalta Pennyt. (9x2)                                       |
| Marty                  | Josh Zuckerman               | Bartucz Attila         | Howard ügyvéd unoktestvére. (10x2)                                                   |
| Oliver                 | Walton Goggins               | Dolmány Attila         | Nell férje, aki felkereste Rajt (11x14)                                              |
| Nell                   | Beth Behrs                   | Csondor Kata           | Rajjal járt egy rövid ideig. (11x14)                                                 |
| Marcus                 | Parvesh Cheena               | Vári Attila            | A házban lakik. (11x19)                                                              |
| Wendell                | Bob Stephenson               | Kapácsy Miklós         | Az ötödiken lakik (11x19)                                                            |
| Dr. Robert Wolcott     | Peter MacNicol               | Kerekes József         | Őrült tudós, aki az erdő közepén lakik (11x20)                                       |
| Joyce Kim              | Ally Maki                    | Sipos Eszter Anna      | Észak-Koreai kém, aki majdnem kiszedett Leonardból titkos adatokat (3x22)            |
| Sunny Morrow           | Ciara Renée                  | Törtei Tünde           | Tévés bemondó (12x1)                                                                 |
| Az ifjú Sheldon        | Iain Armitage                | Gergely Attila         | VHS felvételen látjuk. (12x10)                                                       |
| Az ifjú Georgie        | Montana Jordan               | ifj. Boldog Gábor      | VHS felvételen látjuk. (12x10)                                                       |
| George Cooper          | Lance Barber                 | Kapácsy Miklós         | VHS felvételen látjuk. (12x10)                                                       |
| Nathan                 | Andrew Daly                  | Seder Gábor            | Pultos a Városi Irodában. (12x14)                                                    |
| Danny                  | Jason Kravits                | Kapácsy Miklós         | Egy másik gyógyszercég vezetője, aki el akarja csábítani egy munkával Pennyt (12x17) |
| Dr. Graybel            | David Theune                 | Harcsik Róbert         | Egyetemi alkalmazott (12x6, 12x20)                                                   |
| Tam Nguyen             | Robert Wu                    | N/A                    | Sheldon gyerekkori barátja (12x4)                                                    |
| Chyntia                | Megan McGrown                | Vági Viktória          | A drón tulaja (11x19)                                                                |
| Jess                   | Caleb Pierce                 | ifj Boldog Gábor       | Bernadette alkalmazottja                                                             |
| Marissa Johnson        | Lindsey Craft                | Pap Katalin            | Zack felesége. (12x12, 12x15)                                                        |
| Karen                  | Chasty Ballesteroes          | Erdős Borcsa           | Penny alkalmazottja (12x13, 12x17)                                                   |
| Mimó                   | June Squibb                  |                        | Sheldon nagymamája (9x14)                                                            |
| Nobel-díj bemondó      | Ulf Bjorlin                  | Korbuly Péter          | A Nobel-díj átadón a bemondó. (12x24)                                                |

## Vendégszereplők, akik magukat játszották
| Színész               | Szinkron                                                                                                 | Szerepelt rész(ek)                                                                                 |
| --------------------- | --- | -------------------------------------------------------------------------------------------------- |
| Wil Wheaton           | Fellegi Lénárd (3-5. évad) Posta Victor (6-9. évad) Seder Gábor (11. évad) Előd Álmos (12. évad)         | 3x5, 3x19, 4x8, 5x5, 5x22, 6x7, 7x10, 7x19, 7x23, 8x20, 9x7, 9x11, 9x17, 11x6, 11x15, 11x24, 12x16 |
| Stephen Hawking       | Katona Zoltán (5. évad, 21. rész) Berzsenyi Zoltán (6. évad, 6. rész) Szinovál Gyula (9. évad, 17. rész) | 5x21, 6x6, 7x20, 8x14, 9x17, 10x9, 11x1                                                            |
| Mike Massimino        | Fehér Péter (5. évad) Kapácsy Miklós (6. évad) Gubányi György István (7. évad) Maday Gábor (8. évad)     | 5x15, 5x24, 6x2, 6x4, 7x16, 8x3                                                                    |
| LeVar Burton          | Hegedűs Miklós (4. évad) Faragó András (6. évad) Zöld Csaba (8. évad)                                    | 4x17, 6x7, 8x10                                                                                    |
| Ira Flatow            | Bartók László                                                                                            | 3x9, 7x10, 11x2                                                                                    |
| Kevin Smith           | Kerekes József                                                                                           | 8x20, 12x16                                                                                        |
| Katee Sackhoff        | Zakariás Éva                                                                                             | 3x9, 4x4                                                                                           |
| Ellen DeGeneres       | Tóth Szilvia (10. évad, 9. rész) Solecki Janka (12. évad, 18. rész)                                      | 10x9, 12x18                                                                                        |
| Bill Nye              | Szokolay Ottó Németh Gábor (12. évad, 1. rész)                                                           | 7x7, 12x1                                                                                          |
| Neil DeGrasse Tyson   | Bolla Róbert (4. évad, 7. rész) Mikula Sándor (12. évad, 1. rész)                                        | 4x7, 12x1                                                                                          |
| George F. Smoot       | Kapácsy Miklós                                                                                           | 2x17, 12x18                                                                                        |
| Summer Glau           | Ruttkay Laura                                                                                            | 2x17                                                                                               |
| Charlie Sheen         | ? | 2x4                                                                                                |
| Stan Lee              | Bartók László                                                                                            | 3x16                                                                                               |
| Elon Musk             | Megyeri János                                                                                            | 9x9                                                                                                |
| Nathan Fillion        | Czvetkó Sándor                                                                                           | 8x15                                                                                               |
| Leonard Nimoy         | ? | 5x20                                                                                               |
| Adam West             | Cs. Németh Lajos                                                                                         | 9x17                                                                                               |
| Adam Nimoy            | Imre István                                                                                              | 9x7                                                                                                |
| Bill Gates            | Németh Gábor                                                                                             | 11x18                                                                                              |
| Brent Spiner          | ? | 5x5                                                                                                |
| Buzz Aldrin           | ? | 6x5                                                                                                |
| Carrie Fisher         | Halász Aranka                                                                                            | 7x14                                                                                               |
| James Earl Jones      | Borbiczki Ferenc                                                                                         | 7x14                                                                                               |
| George Takei          | Imre István                                                                                              | 4x4                                                                                                |
| Mark Hamill           | Kassai Károly                                                                                            | 11x24                                                                                              |
| Neil Gaiman           | ? | 11x21                                                                                              |
| William Shatner       | Szersén Gyula                                                                                            | 12x16                                                                                              |
| Kareem-Abdul Jabbar   | Gubányi György István                                                                                    | 12x16                                                                                              |
| Joe Manganiello       | Sarádi Zsolt                                                                                             | 12x16                                                                                              |
| Howie Mandel          | ? | 6x4                                                                                                |
| Brian Greene          | Megyeri János                                                                                            | 4x20                                                                                               |
| Steve Wozniak         | ? | 4x2                                                                                                |
| Kip Thorne            | Pálfai Péter                                                                                             | 12x18                                                                                              |
| Frances H. Arnold     | Kocsis Mariann                                                                                           | 12x18                                                                                              |
| Sarah Michelle Gellar | Mezei Kitty (érdekesség, hogy Penny hangja is ő, és ugyanabban az epizódban szerepelnek)                 | 12x24                                                                                              |